# サンダーストーン 未来を救え!
サンダーストーン〜未来を救え!〜（英: Thunderstone）は、オーストラリアで1999年から2001年まで放映された子供向けテレビドラマシリーズ。その後、日本では2001年7月24日から2002年7月23日までNHK教育テレビジョンの火曜18:45 - 19:10（『海外少年少女ドラマ』火曜枠）で放送された。「オーシャン・ガール｣、｢走れ！ケリー」でおなじみの、オーストラリアのジョナサン・M・シフ・プロダクションが制作した。

## あらすじ
舞台は2020年の地球。2002年にネメシス彗星が地球へ衝突後、動物は絶滅し、地上には極寒の寒さと雪が吹雪く氷河期が訪れる。主人公ノア・ダニエルズとその一家を含む生存者たちは地下都市ノース・コルで生き延びていた。すべての動物の命が奪われた事により、仮想現実が体験できるホロデッキが子供たちに動物について教えていた。
ノアもその一人で、その日、動物学見学クラスにて授業を受けていたノアはそのホロデックに夢中になり、ついタイムオーバーしてしまう。
罰を受けた後、床に就くが絶滅動物への魅力とホロデックの真実を知りたさに再びホロデックへ赴く。無断侵入がばれホロデックを後にするも仮想現実プログラムの不具合により、送信機PH-Tを付けたまま見た事も無い砂漠の世界へ着いてしまう。プログラムの中だと思っているノアは、砂漠で出会った子供達にここが「ヘイブン」という場所であることを知る。
ヘイブンでは、暴君タオがリーダーの組織「プロテクター」は青い鉱物「サンダーストーン」を採掘するため、人々を捕まえ働かせていた。アルーシュカ率いるノーマッドという子供らはその強制労働から逃れるため、逃げる途中だった。タオとその部下たちの執拗な追跡が始まると共に、訳が分からぬままノーマッドの隠れ家である洞窟へと逃げ込む。
サンダーストーンはヘイブンでエネルギー源として使われている鉱石。実は、ネメシス彗星が地球に衝突した時に地表に埋まったもの。燃焼時に塩を加えると爆発を起こす。

## 登場人物

### 地下都市ノース・コル
- ノア・ダニエルズ
演 - ジェフリー・ウォーカー (Jeffrey Walker)/ 日本語吹替 - 藤田大助
主人公。2020年の地下都市ノース・コルに住む15歳で、明るく機知に富む好奇心旺盛な少年。誠実で友人や家族を助けるためならなんでもする。仮想現実体験プログラムのホロデックの不具合で、「砂漠の土地ヘイブン」へ迷い込んでしまう。当初仮想現実のプログラムの中だと考えていたが、実は2085年の地球で未来にタイムスリップしていた。
- ベッキー・ダニエルズ
演 - ケイト・ケルティー (Kate Keltie) / 日本語吹替 - 伊藤実華
ノアの妹。科学が得意。ノース・コルで兄ノアが行方不明になってから、見つけ出そうと決心する。兄ノアはタイムスリップしたのではないかと最初に提案した。
- サイモン・ダニエルズ博士
演 - アンドリュー・ラーキンズ (Andrew Larkins) / 日本語吹替 - 安藤一夫
ノアの父親。
- リズ・ダニエルズ博士
演 - ニッキ・コグヒル (Nikki Coghill) / 日本語吹替 - きゃんひとみ
ノアの母親。ホロデックの開発者。
- アラン・プレトリウス博士
演 - ジェラルド・ケネディ (Gerard Kennedy) / 日本語吹替 - 中吉卓郎
三執政官のうちの一人。ノアの先生で、ノアの試みに協力してくれる。

### 砂漠の土地ヘイブン
「ノーマッド」のメンバー
- アルーシュカ
演 - メレオニ・ブキ (Mereoni Vuki)/ 日本語吹替 - 竹田まどか
「ノーマッド」率いるリーダー的存在の少女で、ノアの親友。動物を愛する。
- ジェニーバ
演 - アナ＝グレース・ホプキンズ (Anna-Grace Hopkins) / 日本語吹替 - 高橋千代美
「ノーマッド」メンバーの少女。
- クワン
演 - ネイサン・ウェントワース (Nathan Wentworth) / 日本語吹替 - 窪田亮
「ノーマッド」メンバー。料理のプロ。
- チップ
演 - ダニエル・ダペリス (Daniel Daperis) / 日本語吹替 - 新藤一宏
「ノーマッド」メンバーでは最年少と思われる少年。
- サンダンス
演 - ダミアン・フォティオウ (Damien Fotiou) / 日本語吹替 - 大竹周作
「ノーマッド」メンバーでは最年長と思われる青年。
「プロテクター」にいるサッチとは双子の兄弟で、対立している。
サンダンスとサッチ兄弟に関しては、ダミアン・フィティオウが一人二役で双子を演じている。

「プロテクター」
ヘイブンを支配する集団。
- タオ
演 - スチュアート・ハルス (Stuart Halusz) / 日本語吹替 - 柳川竜太
「プロテクター」率いる暴君でヘイブンの支配者。ノーマッドを嫉妬に追い、奴隷にしようと目論む。シャドーマスターに従う。
正体は、プレトリウス(シャドーマスター)により作られたホログラムである事が、第1シーズン最終回で明らかになる。
- サッチ
演 - ダミアン・フォティオウ (Damien Fotiou) / 日本語吹替 - 大竹周作
「ノーマッド」にいるサンダンスとは双子の兄弟。兄弟を裏切り、「プロテクター」側につく。
サンダンスとサッチ兄弟に関しては、ダミアン・フィティオウが一人二役で双子を演じている。
- ジェット
演 - エレナ・マンダリス (Elena Mandalis) / 日本語吹替 - 児島ちはる
「プロテクター」のメンバーで、タオの部下。気の強い女性。
- シャドーマスター
演 - ジェラルド・ケネディ (Gerard Kennedy) / 日本語吹替 - 中吉卓郎
「プロテクター」のタオに指令を下す。黒いマントと仮面に包まれ正体不明。時空を自由に移動できる。

## エピソード
放送日はすべてNHK教育での放送日。

### シーズン1
| 話数 （全体） | 話数 （シーズン） | 邦題                      | 原題                            | 放送日         |
| ------------- | ----------------- | ------------------------- | ------------------------------- | -------------- |
| 1             | 1                 | 地下都市ノース・コル      | The Comet Nemesis               | 2001年7月24日  |
| 2             | 2                 | 砂漠の土地ヘイブン        | Tao's Secret Weapon             | 2001年7月31日  |
| 3             | 3                 | サッチとサンダンス        | Twin Brothers                   | 2001年8月7日   |
| 4             | 4                 | ザ・ビースト              | Escape from the Hollow Mountain | 2001年8月14日  |
| 5             | 5                 | 過去への脱出              | Trapped                         | 2001年8月21日  |
| 6             | 6                 | 動物との出会い            | The Lion                        | 2001年8月28日  |
| 7             | 7                 | ヘイブンに動物を          | Moshi the Horse                 | 2001年9月4日   |
| 8             | 8                 | 秘密の洞窟                | The Secret Entrance             | 2001年9月11日  |
| 9             | 9                 | シャドーマスター          | Sabotage                        | 2001年9月18日  |
| 10            | 10                | 取り残されたアルーシュカ  | Aliens on the Farm              | 2001年9月25日  |
| 11            | 11                | 名犬ドリー                | Friends in the Past             | 2001年10月2日  |
| 12            | 12                | はるかなる夢              | Escape from the Protectors      | 2001年10月9日  |
| 13            | 13                | 恐怖のエレクトロネット    | The Electronet                  | 2001年10月16日 |
| 14            | 14                | 追いつめられて            | Tao's Force                     | 2001年10月23日 |
| 15            | 15                | 帰郷                      | The Weapon                      | 2001年10月30日 |
| 16            | 16                | 砂漠の民 サンドトライバー | Meeting with the Shadow Master  | 2001年11月6日  |
| 17            | 17                | 評決                      | Lies and Secrets                | 2001年11月13日 |
| 18            | 18                | シルバーウィング          | The Silver Wings                | 2001年11月20日 |
| 19            | 19                | メーザーガン              | Tao's New Weapon                | 2001年11月27日 |
| 20            | 20                | ウィルス                  | The Serum                       | 2001年12月4日  |
| 21            | 21                | ワクチン                  | Rats in North Col               | 2001年12月11日 |
| 22            | 22                | 公開討論                  | The Tribunal                    | 2001年12月18日 |
| 23            | 23                | 理想の未来社会            | Future Visions                  | 2001年12月25日 |
| 24            | 24                | 結晶の山                  | The Hearing                     | 2002年1月8日   |
| 25            | 25                | プレトリウスの告白        | The Evacuation                  | 2002年1月15日  |
| 26            | 26                | 打ち砕かれた野望          | Finally Free Again              | 2002年1月22日  |

### シーズン2
| 話数 （全体） | 話数 （シーズン） | 邦題                     | 原題                  | 放送日        |
| ------------- | ----------------- | ------------------------ | --------------------- | ------------- |
| 27            | 1                 | 再会                     | The Old Peddler       | 2002年1月29日 |
| 28            | 2                 | 盗まれたPH-T             | Quicksand             | 2002年2月5日  |
| 29            | 3                 | 母をたずねて             | Broken Dreams         | 2002年2月12日 |
| 30            | 4                 | 偶然                     | Is Noah Banished      | 2002年2月19日 |
| 31            | 5                 | ジェニーバの災難         | Becky's Trick         | 2002年2月26日 |
| 32            | 6                 | 岩陰の秘密               | Last Warning          | 2002年3月5日  |
| 33            | 7                 | ローデンの実験           | Disco Fever           | 2002年3月12日 |
| 34            | 8                 | シェイゾンの谷           | The Mysterious Valley | 2002年3月19日 |
| 35            | 9                 | 新たなるサンダーストーン | New Hope              | 2002年3月26日 |
| 36            | 10                | レインマシーン           | The Bad Surprise      | 2002年4月2日  |
| 37            | 11                | 追放                     | Evacuation            | 2002年4月9日  |
| 38            | 12                | 決断                     | The Super Weapon      | 2002年4月16日 |
| 39            | 13                | 新たなる未来へ           | Before the Comet      | 2002年4月23日 |

### シーズン3
| 話数 （全体） | 話数 （シーズン） | 邦題             | 放送日        |
| ------------- | ----------------- | ---------------- | ------------- |
| 40            | 1                 | ワームホール     | 2002年4月30日 |
| 41            | 2                 | E-デルタ         | 2002年5月7日  |
| 42            | 3                 | ノアの罪         | 2002年5月14日 |
| 43            | 4                 | ホライズン襲撃   | 2002年5月21日 |
| 44            | 5                 | 森の中のクリオ   | 2002年5月28日 |
| 45            | 6                 | 危険な取り引き   | 2002年6月4日  |
| 46            | 7                 | 計画             | 2002年6月11日 |
| 47            | 8                 | ワームホールの跡 | 2002年6月18日 |
| 48            | 9                 | 野心             | 2002年6月25日 |
| 49            | 10                | ノアとノア       | 2002年7月2日  |
| 50            | 11                | 信頼             | 2002年7月9日  |
| 51            | 12                | 決行             | 2002年7月16日 |
| 52            | 13                | 最後の賭け       | 2002年7月23日 |

※シーズン3のエピソードには原題がない。